# Westside Story
Westside Story - singiel amerykańskiego rapera The Game’a promujący album The Documentary. Został wydany 28 września, 2004 roku. Gościnnie występuje raper 50 Cent.
Singiel zadebiutował na 93. miejscu notowania Billboard Hot 100. Teledysk do tego utworu nie powstał.

## Remiksy
- 2004 „Westside Story” (remix) (featuring 50 Cent & Snoop Dogg)[1]
- 2005 „Westside Story” (remix) (featuring Snoop Dogg)

## Notowania
| Notowanie (2004)                     | Najwyższa pozycja |
| ------------------------------------ | ----------------- |
| U.S. Billboard Hot 100               | 93                |
| U.S. Billboard Hot R&B/Hip-Hop Songs | 55                |